# Scopula walkeri
Scopula walkeri är en fjärilsart som beskrevs av Butler 1883. Scopula walkeri ingår i släktet Scopula och familjen mätare. Inga underarter finns listade.